# Église Saint-Maurice de Willgottheim
L'église Saint-Maurice est un monument historique situé à Willgottheim, dans le département français du Bas-Rhin.

## Localisation
Ce bâtiment est situé place du Curé Bertome à Willgottheim.

## Historique
L'édifice fait l'objet d'un classement au titre des monuments historiques depuis 1900.

## Architecture

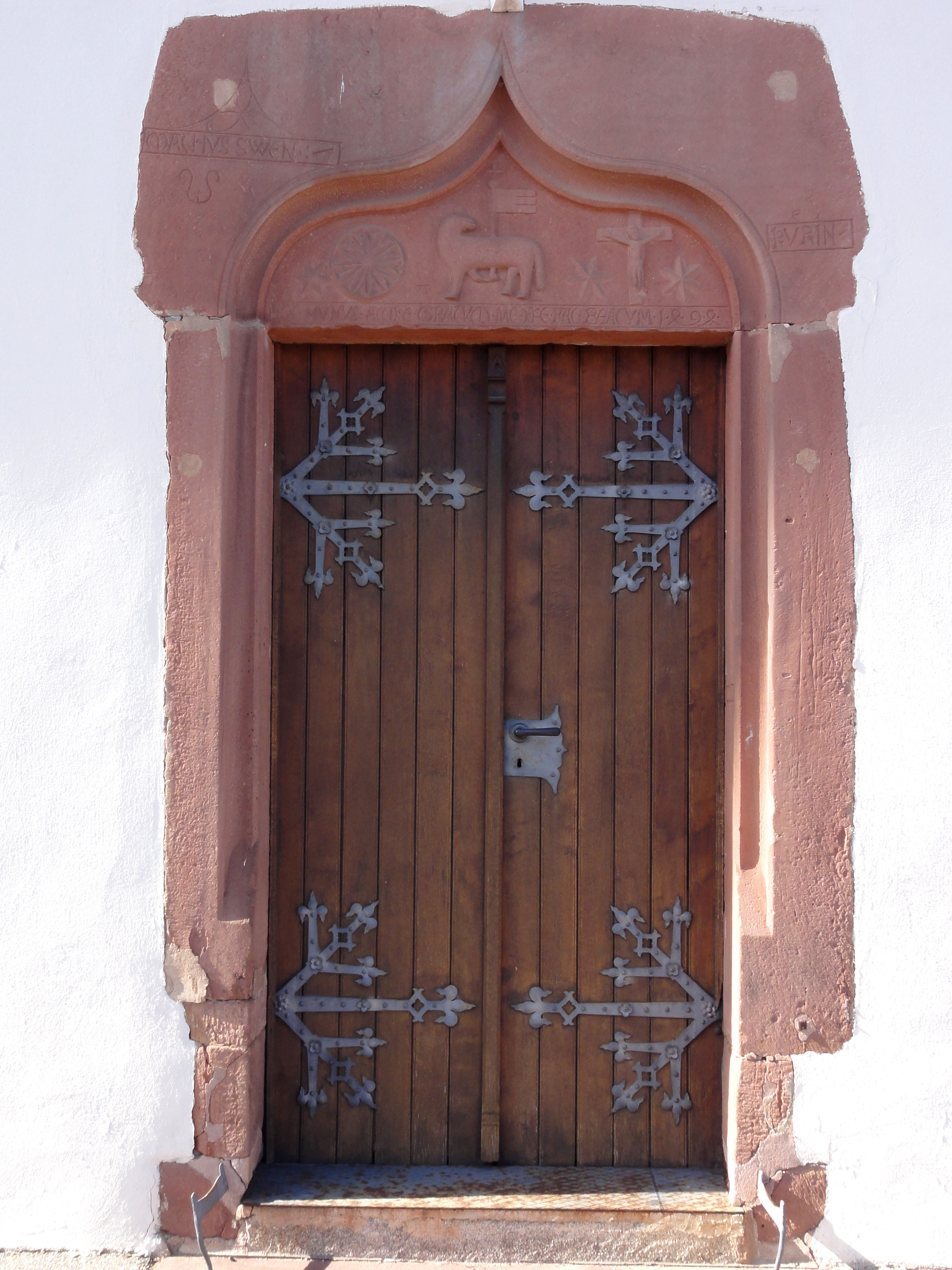
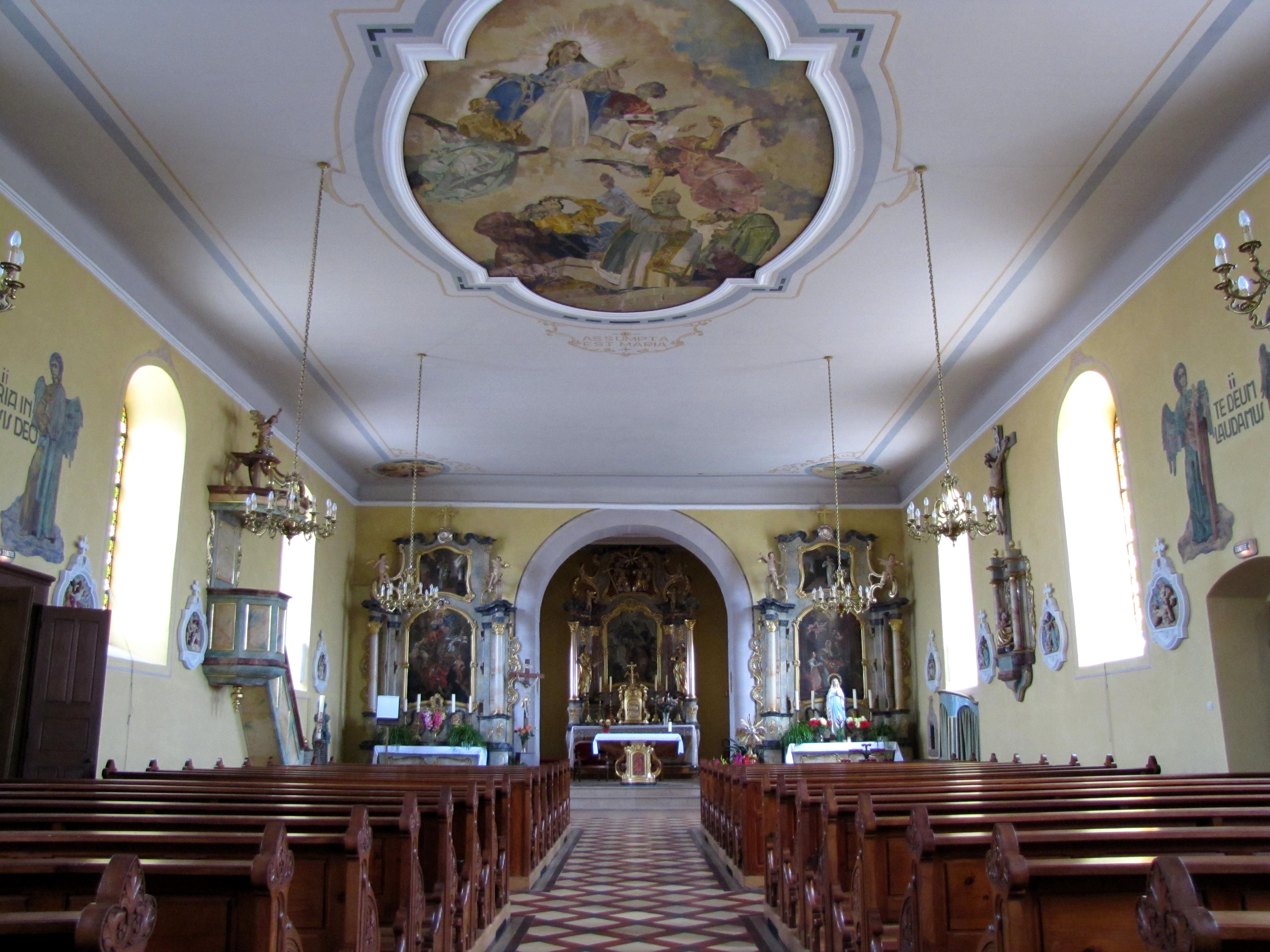
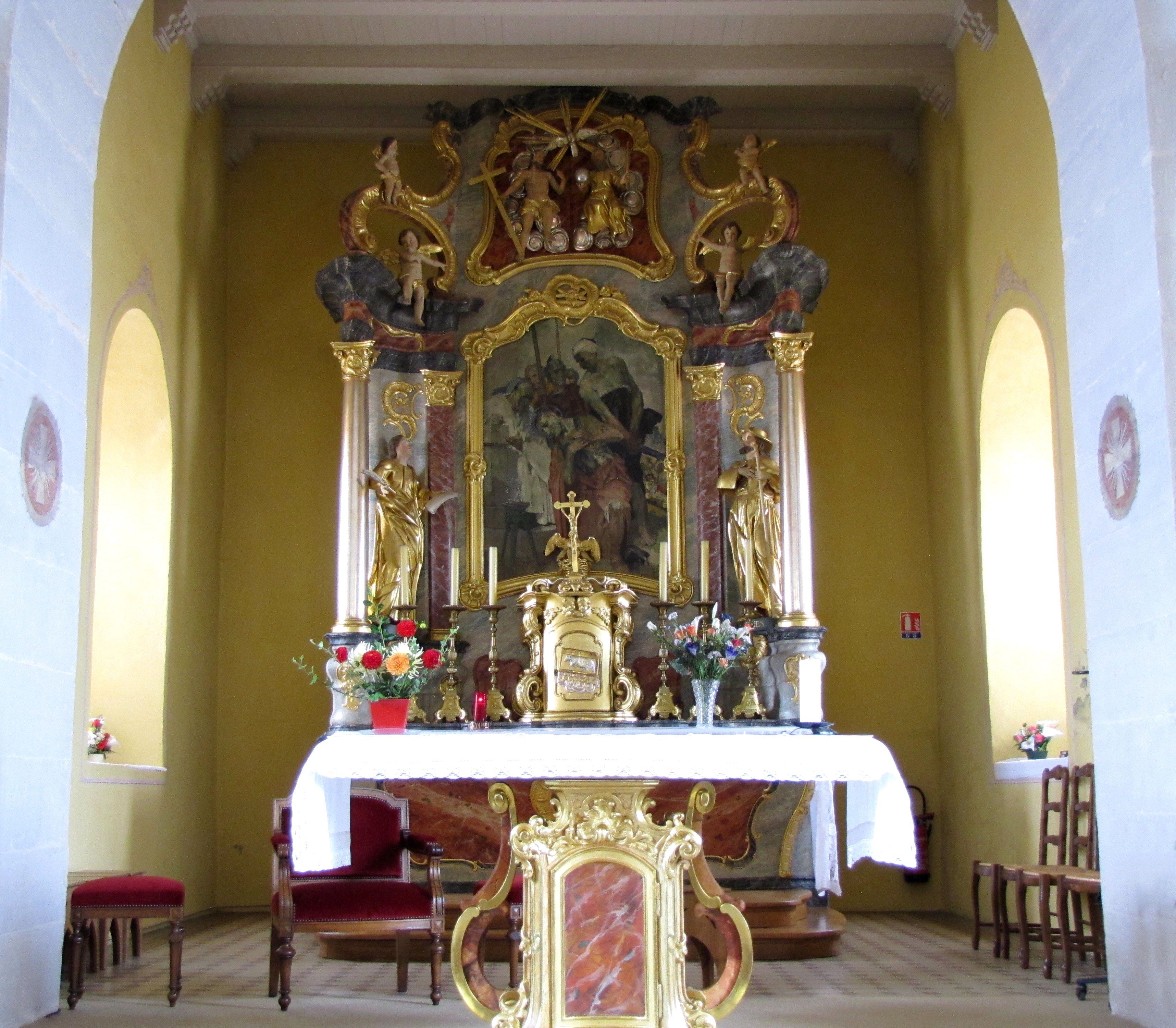
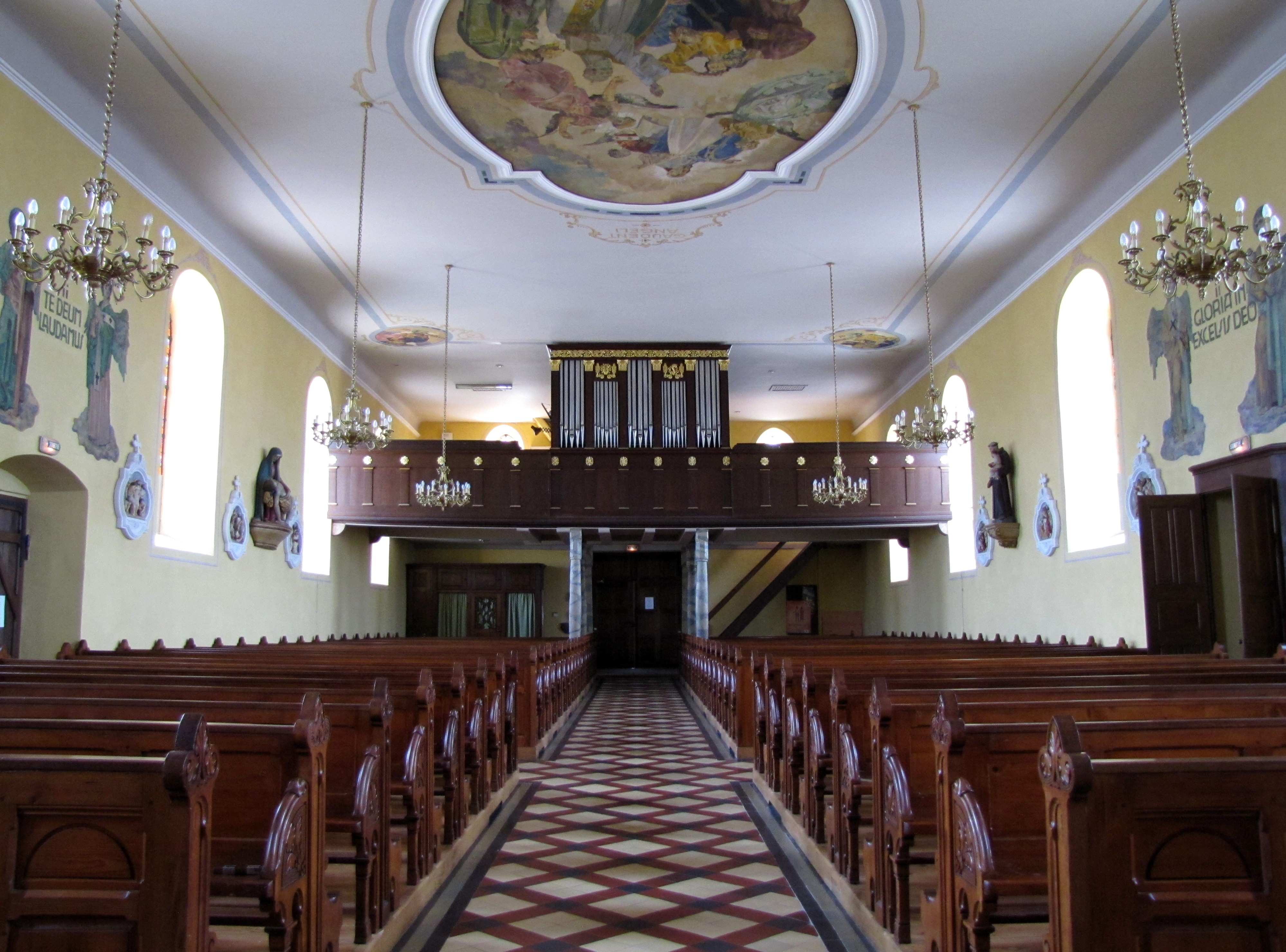
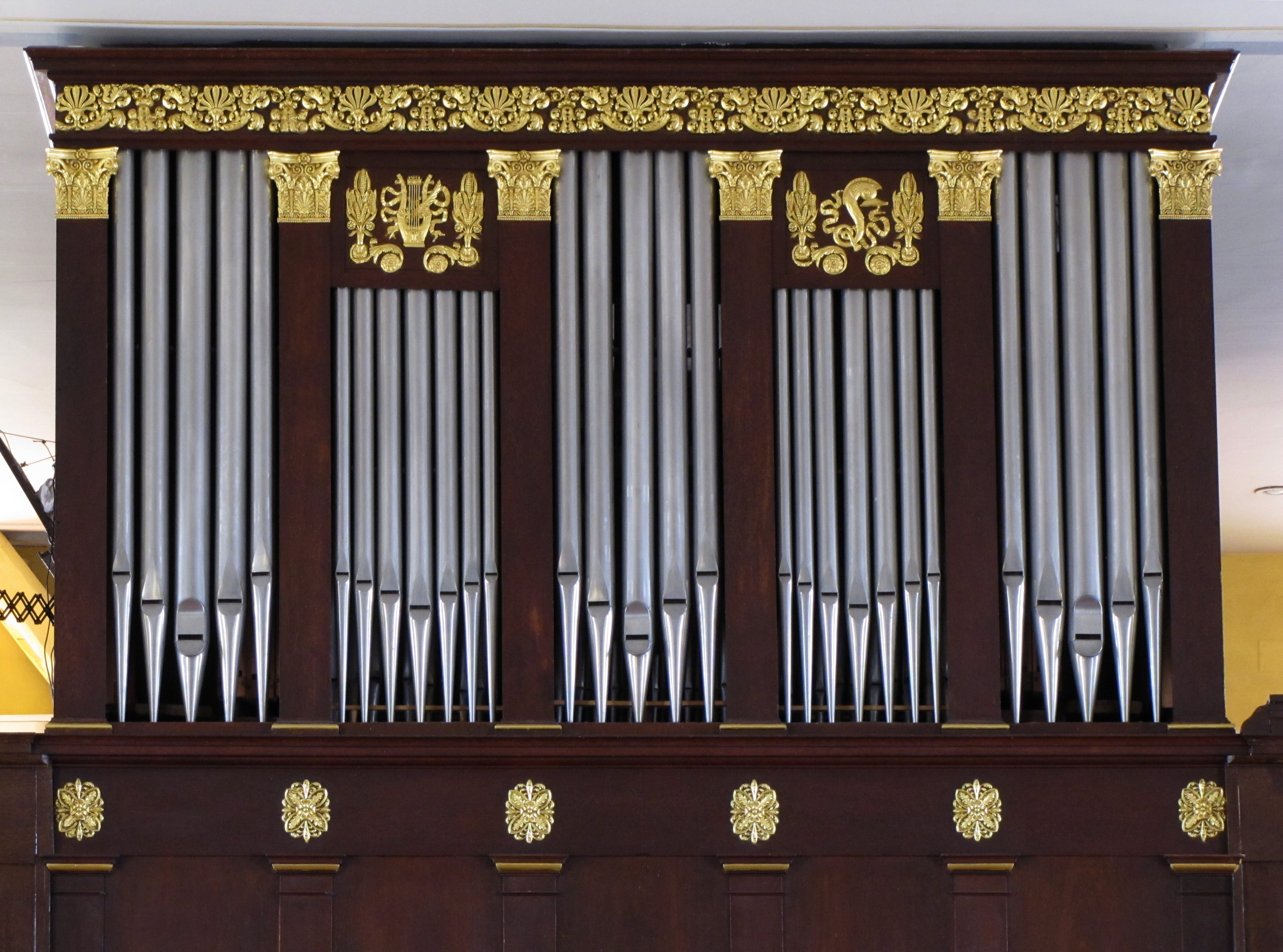
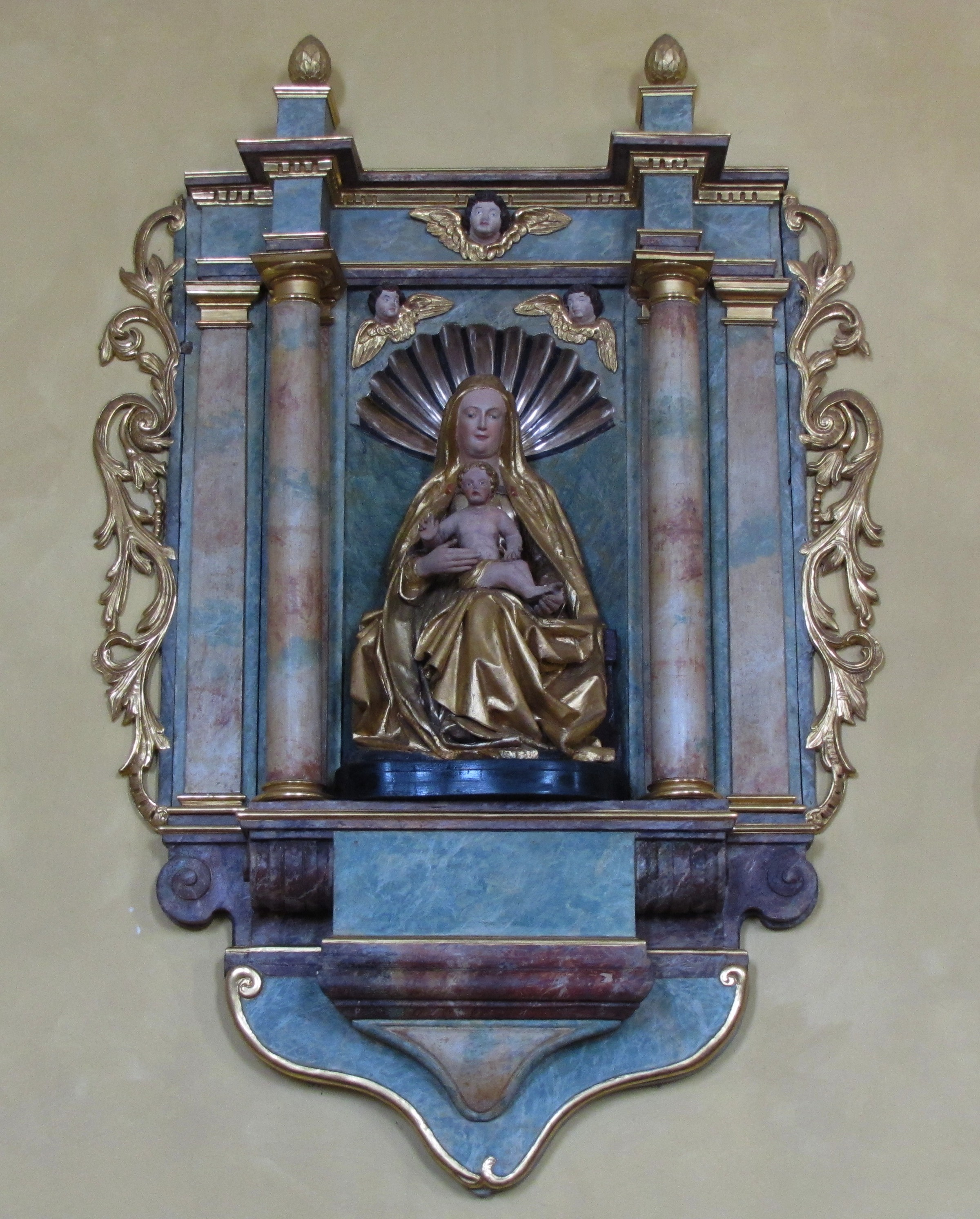